# OBJ (мова програмування)
OBJ — родина декларативних мов програмування надвисокого рівня, створена у 1976 році професором Джозефом Гогьєном (англ. Joseph Goguen). Важливими представниками OBJ-родини є CafeOBJ, Eqlog, FOOPS, Kumo, Maude і OBJ3.